# Hôtel Rata de Gargarilla
L' Hôtel Rata de Gargarilla est un bâtiment à Avignon, dans le département de Vaucluse.

## Histoire
Le marquis Louis de Rata de Gargarilla, chevalier de Saint-Jean-de-Jérusalem, commandant l'Infanterie papale, a acheté deux immeubles en 1753 et 1755. L'hôtel a été construit entre 1755 et 1768. Il a vendu son hôtel « bâti à neuf » en 1773. L'hôtel a été la propriété de la famille Bertet de Roussas jusqu'en 1901.
L'entrée principale de l'hôtel se trouve 6 rue Bouquerie avec un balcon avec garde-corps en fer forgé au-dessus de la porte d'entrée. L'hôtel a une entrée au 19bis rue Saint-Agricol permettant d'accéder à la cour intérieure.

## Protection
L'hôtel a été inscrit au titre des monuments historiques le 11 mai 1994.